# Ерміт рудий
Ермі́т рудий (Phaethornis ruber) — вид серпокрильцеподібних птахів родини колібрієвих (Trochilidae). Мешкає в Південній Америці.

## Опис

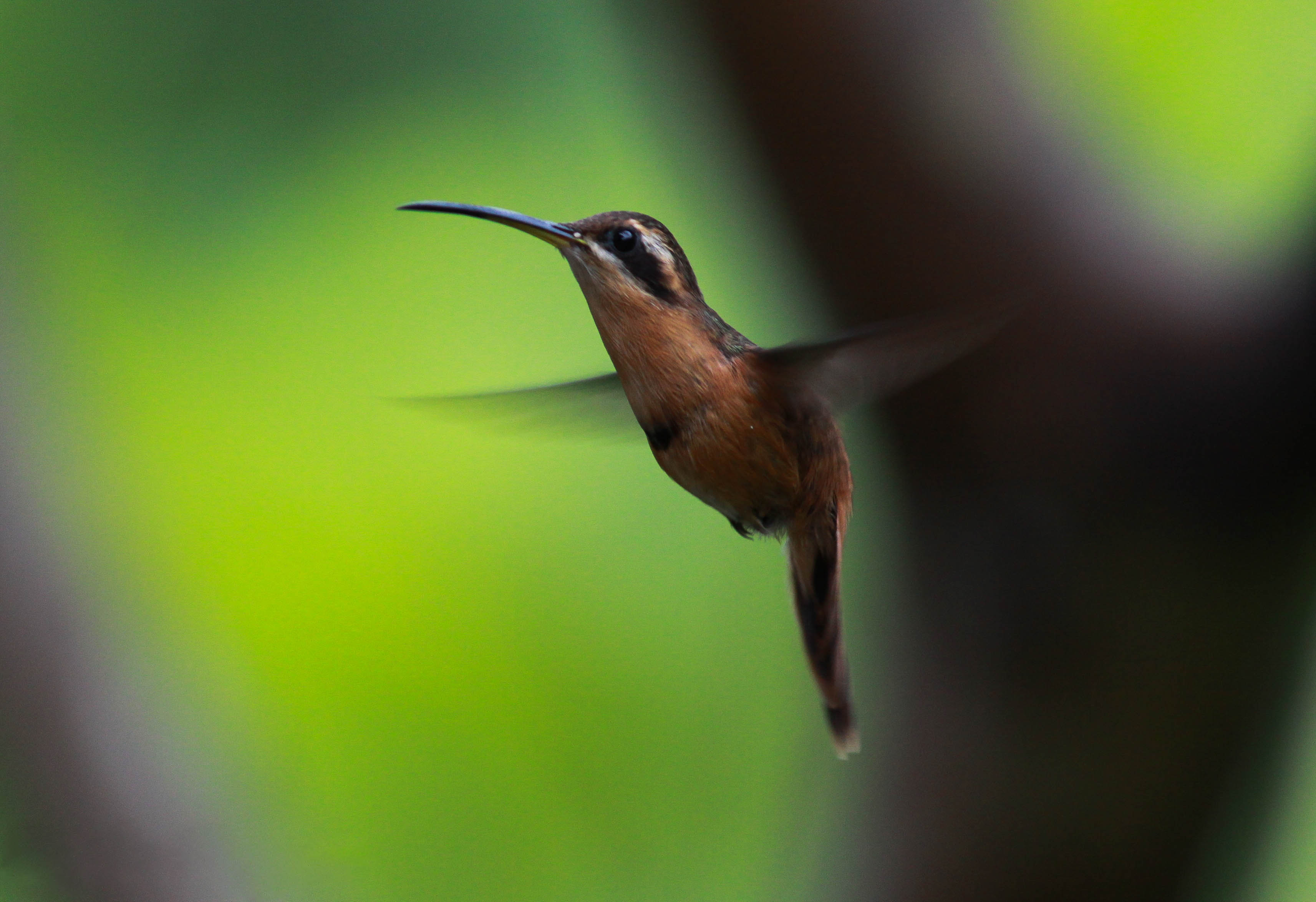
Рудий ерміт

Довжина птаха становить 8-9 см, вага 1,8-3 г. Верхня частина голови темно-зелена, спина і хвіст рудувато-коричневі. Нижня частина тіла руда або рудувато-оранжева. Через очі ідуть широкі чорні смуги, окаймлені білуватими "бровами" і "вусами". Стернові пера мають вузькі білі кінчики. Дзьоб вигнутий, довжиною 2-2,3 см, чорний, знизу бяля основи жовтий, лапи чорні. У самців на грудях є чорні смуги. У самиць нижня частина тіла блідіша, ніж у самців, смуга на грудях у них відсутня. 

## Таксономія
Рудий ерміт був описаний шведським натуралістом Карлом Ліннеєм у 1758 році, в десятому виданні його праці «Systema Naturae» під назвою Trochilus ruber. Лінней опирався на більш ранній опис, зроблений англійським натуралістом Джорджем Едвардсом у 1743 році в праці «A Natural History of Uncommon Birds» за зразком з Суринаму. Пізніше рудого ерміта було переведено до роду Ерміт (Phaethornis), описаного британським зоологом Вільямом Джоном Свенсоном у 1827 році.

## Підвиди
Виділяють чотири підвиди:
- P. r. episcopus Gould, 1860 — центральна і східна Венесуела, Гаяна і північно-західна Бразилія;
- P. r. ruber Gould, 1860 — від Суринаму і Французької Гвіани через Бразилію до південно-східного Перу і північної Болівії;
- P. r. nigricinctus Gould, 1860 — від східної Колумбії і південно0західної Венесуели до північного Перу;
- P. r. longipennis Carriker, 1935 — південне Перу (від Паско до північного Куско).

## Поширення і екологія
Руді ерміти мешкають в Колумбії, Еквадорі, Перу, Болівії, Бразилії, Венесуелі, Гаяні, Суринамі і Французькій Гвіані. Вони живуть в підліску вологих рівнинних і заболочених тропічних лісів та на узліссях. Зустрічаються на висоті до 1500 м над рівнем моря. Ведуть переважно осілий спосіб життя. Живляться нектаром квітів, пересуваючись за певним маршрутом, а також доповнюють раціон дрібними комахами і павуками. Початок сезону розмноження різниться в залежності від регіону, на півночі ареалу він триває переважно з травня по жовтень, на півдні з жовтня по лютий. Самці збираються на токовищах, де приваблюють самиць співом. Гніздо конусоподібне, робиться з рослинних волокон, моху, лишайників і павутиння, підвішується до нижньої сторони листа. В кладці 2 яйця.